# Gabriel Rafał Opacki
Gabriel Rafał Chryzanty Opacki herbu Prus III (ur. 25 października 1741 w Mężeninie, zm. 11 lutego 1806 w Warszawie) – ziemianin z Łomżyńskiego, generał major ziemiański ziemi wiskiej.
Jako oficer Wojsk Koronnych służył pod Janem Branickim. Od 1769 szambelan króla, od 1775 chorąży, potem kasztelan wiski. Poseł na sejm 1778 roku ziemi wiskiej. Był członkiem konfederacji Sejmu Czteroletniego. Zwolennik reform i Konstytucji 3 Maja. Uczestnik insurekcji kościuszkowskiej. Po wybuchu powstania organizator siły zbrojnej ziemi wiskiej w randze generała. Niczym się nie odznaczył. Po upadku powstania nie odniósł też żadnych konsekwencji ze strony zaborców. Pomnażał fortunę nie stroniąc od gwałtów, a nawet zabójstw.(m.in. Ożarowskich), ale ufundował kościół w Giełczynie k. Wizny. Wystarał się też o tytuł hrabiego pruskiego. Nie dosłużył się miru wśród braci szlacheckiej. Uruski oraz Leitgeber w Nowym Almanachu Błękitnym stwierdza, że Jan Gabriel Rafał Chryzantem (1741–1806), właściciel dóbr Mierzenin i Krośniewice, syn Stanisława i Konstancji Mieczkowskiej, otrzymał 1797 od króla Fryderyka Wilhelma II dziedziczny tytuł hrabiego w Prusach.
Pochowany w Rutkach-Kossakach.
W 1794 roku odznaczony Orderem Orła Białego, kawaler Orderu Świętego Stanisława w 1782 roku.
W Warszawie w roku 1774 poślubił Mariannę Gomolińską, córkę Karola Gomolińskiego. Miał z nią jedyną córkę – Agnieszkę wydaną za Rajmunda Rembielińskiego. Zmarł 11 lutego 1806 w Warszawie, a pochowany został w Rutkach-Kossakach